# Kommune (Algerien)
Als Kommune (arabisch بلدية, DMG Baladiyya, französisch Commune algérienne) bezeichnet man in Algerien unterhalb der Verwaltungsebene von Wilaya (Provinz) und Daïra (Kreis) die unterste Ebene der Collectivités territoriales (Gebietskörperschaften), vergleichbar den Gemeinden oder politischen Gemeinden in den deutschsprachigen Ländern. 
Für die Kommune wird Kraft Gesetzes ein Territorium und ein Hauptort (chef lieu) bestimmt. Sie wird von einer gewählten kommunalen Volksversammlung (Assemblée populaire communale) und einer Exekutive verwaltet. Sie ist mit Finanzautonomie ausgestattet. 
Die Zahl der Kommunen beläuft sich landesweit auf etwa 1500, von denen einige in den dünn besiedelten Saharaprovinzen des Südens die Ausdehnung eines deutschen Bundeslandes übersteigen. Die Kommune Reggane im Südwesten Algeriens etwa verfügt über ein Territorium von 124.298 km2.